# Хотел Холидеј
Хотел Холидеј (некада Холидеј ин) у Сарајеву, једна је од модерних зграда смештених близу центра метрополе. Адреса је Змаја од Босне 4, а налази се у насељу Центар. То је десетоспратна зграда са 380 соба.

## Историја
Хотел је пројектовао Иван Штраус.  Био је то модеран смештајни објекат за своје време, а такође је изграђен близу главних саобраћајних рута до центра града и железничке станице. Међутим, упечатљива зграда квадратног облика и жуте фасаде изазвала је многа питања у граду врло брзо након завршетка и често је била хваљена, понекад и осуђивана. Њена фасада од десет спратова је подељена између петог и шестог спрата, као и горњих спратова, где смеђа облога подсећа на традиционалне босанске куће из периода турске владавине.  Хотел је изграђен за смештај делегација током Зимских олимпијских игара 1984. и отворен је у октобру 1983. 
Зграда хотела је такође постала позната током рата у Босни 90-их. На почетку сукоба, снајпери су пуцали на демонстранте са крова хотела. Током опсаде Сарајева, хотел се налазио директно у зони борби, али су западни новинари тамо одседали.  Након рата, хотел је пропао и на крају га је купио и реновирао локални бизнисмен. Зграда хотела је од тада враћена у првобитни изглед 1980-их.  Отворен је 2017. као хотел Холидеј.

## Референца
1. 1 2  Sarajevo: biografija grada (на језику: bosenština). Izdavač za istoriju. стр. 273. ISBN 9958-9642-8-7.
2. ↑  „Eventful past of Sarajevo's historic hotel” (на језику: енглески). 2013-11-02.
3. ↑  Článek na portálu balkaninsight.com (језик: енглески)
4. ↑  Článek na portálu CNN Travel (језик: енглески)